# Маштаковы

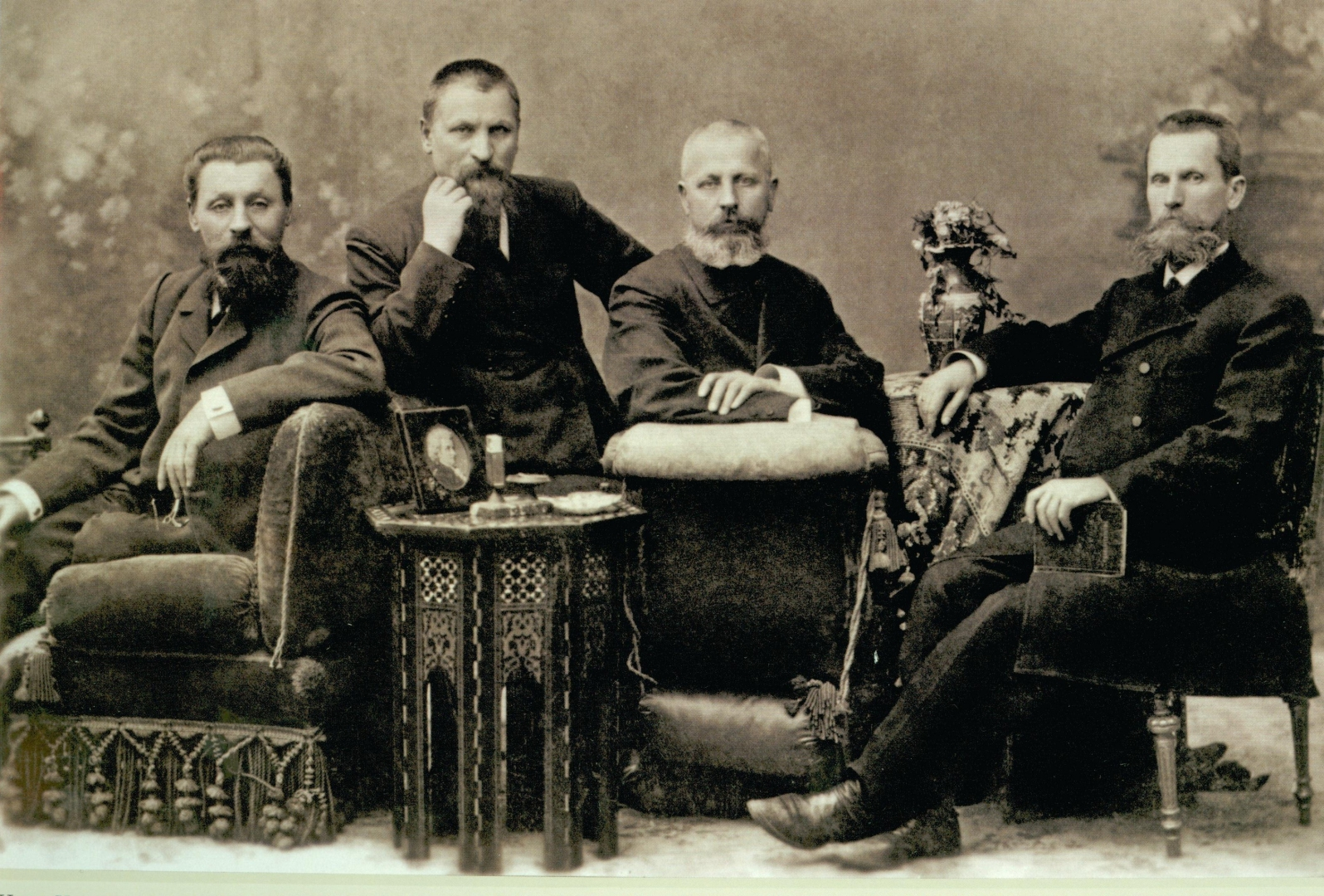
Братья Маштаковы

Маштаковы — барнаульский и новониколаевский купеческий род.

## Представители рода

### Даниил Фёдорович
Даниил Фёдорович владел в Новониколаевске зданиями по Николаевскому проспекту, Каинской и Воронцовской улицам, которые были муниципализированы «как у бежавшего» в 1917 году. Дом на Воронцовской улице был оценён в 469 000 рублей, на Каинской — в 88 800 рублей.

### Григорий Данилович
Купец первой гильдии, ему принадлежал мануфактурно-галантерейный магазин на Николаевском проспекте, годовой оборот которого в 1908 году составил 161 779 рублей и 31 копейку. В 1904 году недвижимость купца оценивалась в 3,5 тысяч рублей. Вёл торговлю в помещениях на углу Воронцовской улицы, на Николаевском проспекте и в среднем ряду Новой базарной площади, также торговал в Бердском селе. В числе товаров Григория Даниловича был «громадный выбор готового платья мужского, женского и детского, а также верхнего и нижнего белья, мануфактурных товаров, отделок, кружев, ... канцелярские принадлежности, игрушки, мебель, обувь, ружья и револьверы...». В 1917 году принадлежавшие Григорию Даниловичу строения на Болдыревской улице в Новониколаевске были муниципализированы на 29 400 рублей.

### Гаврила Данилович
Купец второй гильдии. Родился в 1868 году в Барнауле, где владел в 1890-х годах недвижимостью на 1,2 тысячи рублей. В 1892 году его торговые обороты на территории Барнаула и в пригороде составили 80 000 рублей. С начала XX века занимался торговлей в Новониколаевске. В конце XIX века избирался членом в Барнаульское окружное податное присутствие и гласным Барнаульской городской думы, в 1912 и 1914 годах — гласным Новониколаевской городской думы.

### Павел Данилович
Барнаульский купец, родился в 1853 году.

### Фёдор Данилович

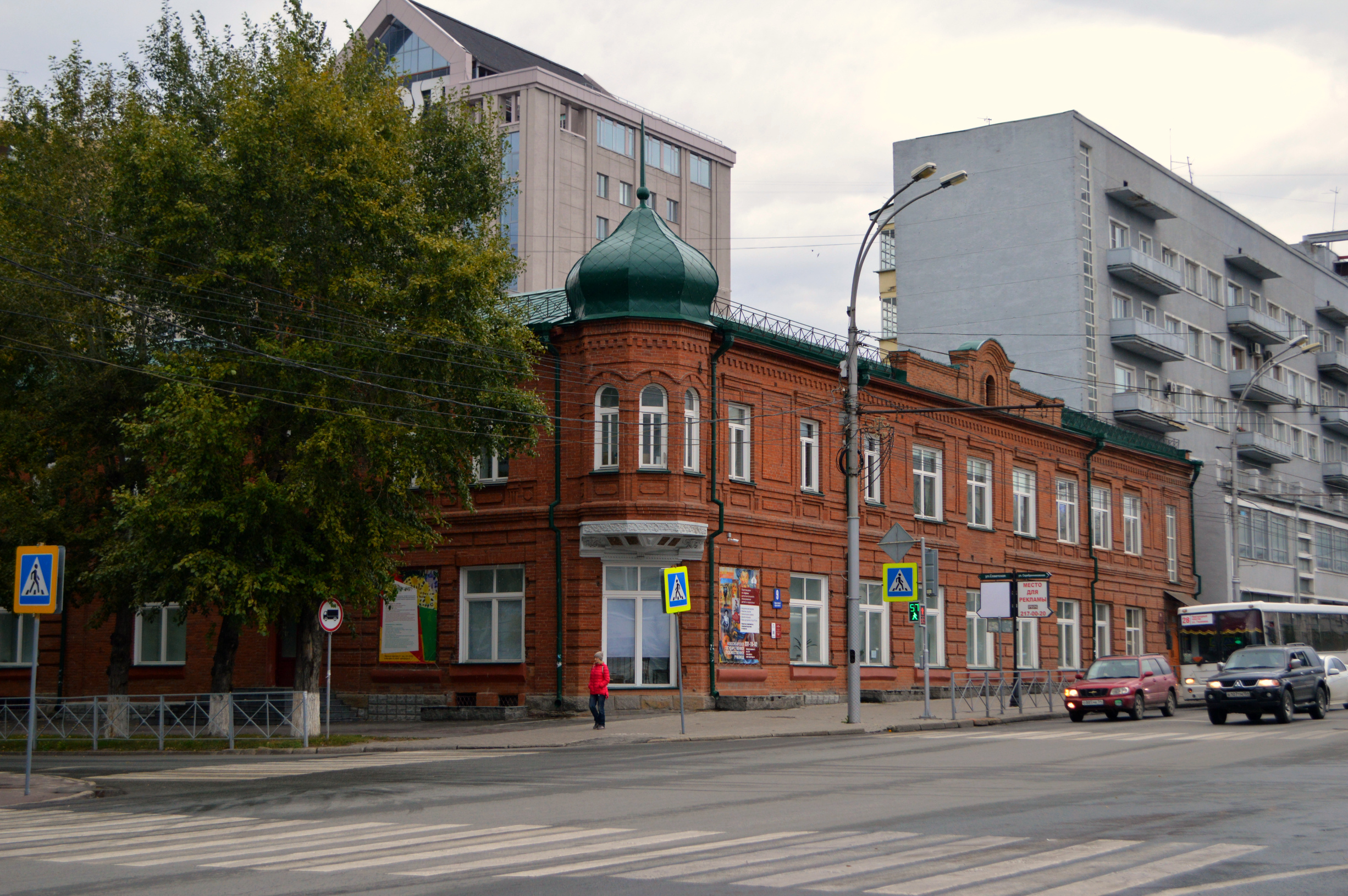
Дом Ф. Д. Маштакова

Родился в 1851 году. В конце XIX века вёл торговлю в Барнаульском округе, сначала XX века — в Новониколаевске, где владел недвижимостью на 20 770 рублей (1904). По проекту архитектора А. Д. Крячкова строил большой магазин на углу Воронцовской улицы и Николаевского проспекта. Был кредитором новониколаевских банков: в Русско-Азиатском банке получил 200 000 рублей, в Госбанке — 55 000 рублей, Сибирском торговом банке — 20 000 рублей. На втором этаже купца на Асинкритовской улице располагалась женская гимназия П. А. Смирновой, а с 9 ноября 1913 года — библиотека, перевезённая из дома В. К. Понганского. Избирался гласным Новониколаевской городской думы в 1912 и 1914 годах. Был одним из инициаторов Новониколаевского общества увековечения памяти героев Великой мировой войны. На возведение Новониколаевского дома инвалидов пожертвовал 1000 рублей. Увеличил своё состояние за счёт повышения цен на продовольственные товары в период войны. В 1917 году принял решение о закрытии своих магазинов и прекращении торговой деятельности. В этот же год строения купца на двух участках по Асинкритовской и Гудимовской улицам были муниципализированы на 84 600 рублей.

### Вера Ивановна
Родилась в 1863 году. Жена Фёдора Даниловича. В 1917 году её муниципализированное строение по Асинкритовской улице оценили в 430 920 рублей.

### Софья Фёдоровна
Дочь Фёдора Даниловича, обучалась в Женской гимназии П. А. Смирновой.

## Память
В 2016 году на здании по улице Ватутина, 30 в Новосибирске была установлена мемориальная доска в честь Веры Ивановны и Фёдора Даниловича Маштаковых с текстом «Почетные граждане Вера Ивановна и Фёдор Данилович Маштаковы пожертвовали в 1916 году в дар городу Ново-Николаевску свое имущество на благо "вдов и сирот воинов, положивших жизнь свою на поле брани для защиты нашего дорогого Отечества"». В тексте мемориальной доски речь идёт о двух земельных участках около современного кинотеатра имени Маяковского, переданных городу для основания приюта.